# Jean-Baptiste Audebert

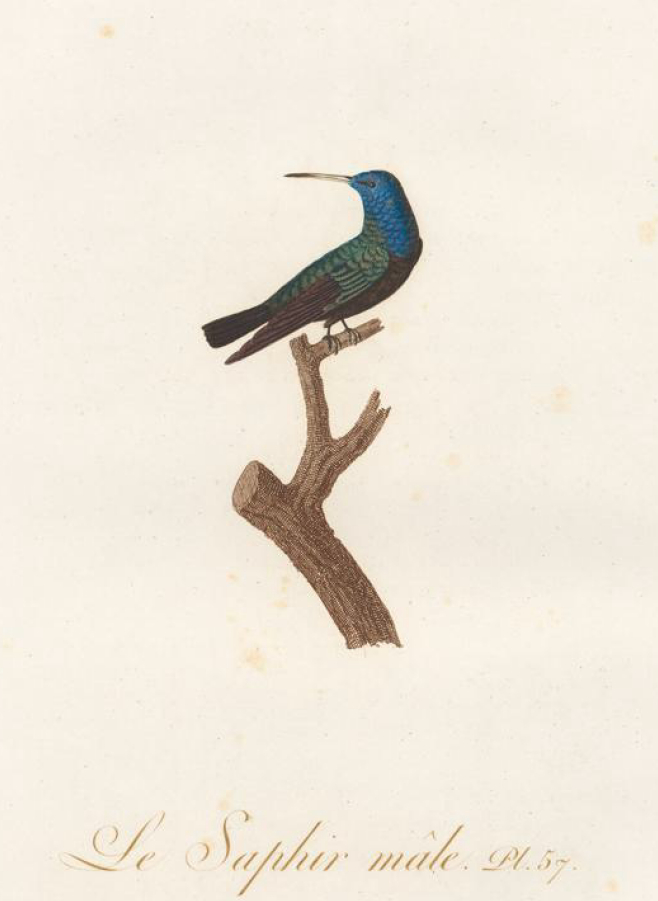
Bokillustration gjord av Audebert.

Jean-Baptiste Audebert, född den 2 mars 1759 i Rochefort, död den 5 december 1800 i Paris, var en fransk målare och raderare av naturvetenskapliga föremål. 
Audebert bragte koloreringen till en hög grad av fullkomning, i det han i stället för vattenfärg nyttjade oljefärg och även tryckte med metalliskt guld. Hans arbeten är Histoire naturelle des singes, des makis et des galéopithéques (1800), Histoire  naturelle et générale des colibris, oiseaux-mouches, jacamars et promerops (utgivet efter hans död 1802) och Histoire des grimpereaux et des oiseaux de paradis, fortsatt och fullbordat av Vieillot (1803). 